# Тобецу

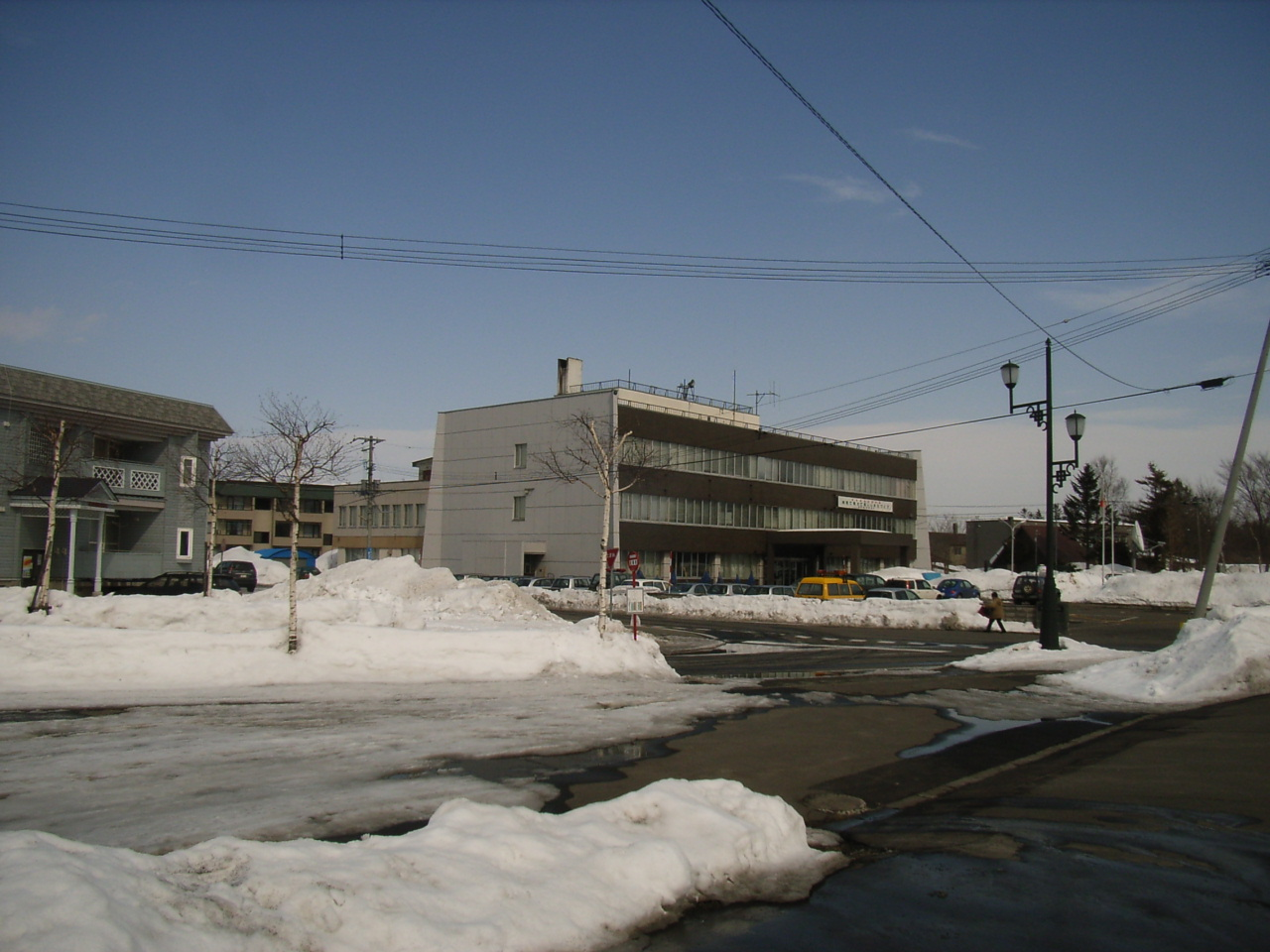
Мэрия посёлка Тобецу (Март 2005 года)

То́бецу (яп. 当別町 То:бэцу-тё:) — посёлок в Японии, находящийся в уезде Исикари округа Исикари губернаторства Хоккайдо. Площадь посёлка составляет 422,71 км², население — 17 371 человек (30 июня 2014), плотность населения — 41,09 чел./км².

## Географическое положение
Посёлок расположен на острове Хоккайдо в губернаторстве Хоккайдо. С ним граничат города Саппоро, Эбецу, Исикари, посёлки Синтоцукава, Ураусу, Цукигата и село Синсиноцу.

## Население
Население посёлка составляет 17 371 человек (30 июня 2014), а плотность — 41,09 чел./км². Изменение численности населения с 1980 по 2005 годы:
| 1980 | 17 316 чел. |  |
| 1985 | 16 507 чел. |  |
| 1990 | 15 825 чел. |  |
| 1995 | 19 672 чел. |  |
| 2000 | 20 778 чел. |  |
| 2005 | 19 982 чел. |  |

## Символика
Деревом посёлка считается берёза плосколистная, цветком — качим, птицей — длиннохвостая неясыть.